# HD 83443
Kalausi eller HD 83443 är en ensam stjärna belägen i den norra delen av stjärnbilden Seglet. Den har en skenbar magnitud av ca 8,23 och kräver åtminstone en stark handkikare eller ett mindre teleskop för att kunna observeras. Baserat på parallax enligt Gaia Data Release 2 på ca 24,4 mas, beräknas den befinna sig på ett avstånd på ca 134 ljusår (ca 41 parsek) från solen. Den rör sig bort från solen med en heliocentrisk radialhastighet på ca 29 km/s.

## Nomenklatur
HD 83443 fick på förslag av Kenya namnet Kalausi i NameExoWorlds-kampanjen som 2019 anordnades av International Astronomical Union. Kalausi betyder stark, snurrande vindpelare på Dholuo-språket.

## Egenskaper
HD 83443 är en orange till gul stjärna i huvudserien av spektralklass K0 V. Den har en massa som är ca 0,8–1,0 solmassor, en radie som är ca 0,94 solradier och har ca 0,88 gånger solens utstrålning av energi från dess fotosfär vid en effektiv temperatur av ca 5 500 K.

## Planetsystem
Exoplaneten HD 83443 b upptäcktes år 2000 av Genève Extrasolar Planet Search Team under ledning av Michel Mayor. Den har en minsta massa jämförbar till Saturnus, och dess omloppsbana vid tiden av upptäckten var en av de kortast kända med endast tre dygns omloppsperiod. Denna heta Jupiter kan sannolikt ha en något större radie än Jupiter.
Samma år som planeten b hittades, tillkännagavs en annan planet vid HD 83443 av Genève-teamet. Den nya planeten betecknades "HD 83443 c". Den hade en mindre massa än planeten b och en kort, mycket excentrisk bana. Dess omloppsperiod, 28,9 dygn, var speciellt intressant, därför att den tyder på en 10:1 omloppsresonans mellan planeterna. Ett team lett av astronomen Paul Butler upptäckte dock ingen signal som tydde på att den andra planeten existerar. Nya observationer av Genève-teamet kunde inte heller registrera signalen, och upptäckten måste att dras tillbaka. Signalens ursprung, som var "mycket betydelsefull" i de tidigare uppgifterna, är ännu inte klart.
| Planet | Massa       | Halv storaxel (AE) | Siderisk omloppstid (d) | Excentricitet | Inklination | Radie |
| ------ | ----------- | ------------------ | ----------------------- | ------------- | ----------- | ----- |
| b      | >0,38 ± M J | 0,039 ±            | 2,98565 ± 0,00003       | 0,013 ± 0,013 | -           | -     |